# Sherwood Schwartz
Sherwood Charles Schwartz (Passaic, Nova Jersey, 14 de Novembro de 1916 – Los Angeles, Califórnia, 12 de Julho de 2011) foi um produtor de televisão estadunidense, responsável por várias séries de grande sucesso, como Gilligan's Island, na CBS, e  The Brady Bunch, na ABC.
Em 7 de Março de 2008 Schwartz, na época ainda ativo aos 90 anos, foi homenageado com uma estrela na Calçada da Fama de Hollywood. No mesmo ano, foi introduzido no Hall da Fama da Televisão.

## Vida e carreira
A carreira de Schwartz no mundo do entretenimento veio "por acidente". Ele mudou-se de Nova York para o sul da Califórnia para perseguir um Mestrado em Ciências com licenciatura em Biologia. Com necessidade de emprego, começou a escrever piadas para o programa de rádio de Bob Hope, para quem seu irmão Al Schwartz trabalhou. Schwartz lembrou que Hope "gostou das minhas piadas, as usou em seu show e teve grandes risadas. Então ele me pediu para se juntar à sua equipe de roteiristas. Fui confrontado com uma grande decisão: escrever comédias ou morrer de fome... Eu fiz uma mudança de carreira rápida. "
Ele passou a escrever para The Adventures of Ozzie and Harriet, de Ozzie Nelson, e outros shows de rádio. Schwartz foi autor de Armed Forces Radio Network antes de partir para a televisão. Criou e produziu as séries televisivas Gilligan's Island e The Brady Bunch. Também escreveu os temas musicais de três de seus programas: Gilligan's Island (co-autor), It's About Time e The Brady Bunch.
O sistema de Syndication transformou seus dois maiores sucessos em instituições da TV com relevância cultural. Ele criou os ícones e, como resultado, ele se tornou um ícone da televisão.

## Aparições na TV
Durante o final dos anos 1990 e 2000, ele fez muitas aparições na TV falando sobre suas séries em programas como CBS Evening News, 20/20, TV Land's Top Ten e Biography, do canal  e A&E. Participou ainda de uma maratona de criadores em Nick at Nite no final da década de 1990. Foi um dos convidados do TV Land Awards em 2004.
Em 1988, Schwartz esteve no The Late Show with Ross Shafer para uma reunião dos participantes de Gilligan's Island, juntamente com todos os sete náufragos da série. Esta foi a última vez que eles estiveram todos juntos na televisão.

## Vida pessoal
Schwartz nasceu em uma família judia de Passaic, Nova Jersey. Seus irmãos mais novos foram o roteirista Al Schwartz e Elroy Schwartz (1923-2013), autor de comédias, que tornou-se a roteirista principal de Gilligan's Island e de outras séries. Sherwood Schwartz é tio dos também roteiristas Douglas Schwartz, Bruce Schwartz e Judithe Randall.
Em 23 de Dezembro de 1941 casou-se com Mildred, sua esposa por 69 anos, que ele considerava sua maior realização. Juntos eles tiveram quatro filhos (3 meninos e 1 menina): Donald, que tornou-se oftalmologista, (Lloyd), produtor e roteirista, criador de The Munsters Today, Ross, advogado, e Hope, esposa do guitarrista inglês Laurence Juber. A peça Rockers, de autoria de Sherwood, uma comédia dramática, foi encenada no Theatre West em homenagem aos seus 90 anos.